# Cụm biệt hoá
Cụm biệt hóa (còn được gọi là cụm ký hiệu hoặc yếu tố quyết định phân loại và thường được viết tắt là CD) được sử dụng để xác định và khảo sát các phân tử bề mặt tế bào, qua đó giúp định kiểu miễn dịch của tế bào. Về mặt sinh lý, các phân tử CD có nhiều chức năng, thường đóng vai trò như thụ thể hoặc phối tử đối với tế bào, từ đó kích hoạt một thác tín hiệu (xem phần truyền tín hiệu tế bào). Một số protein CD không đóng vai trò trong truyền tín hiệu tế bào, nhưng có các chức năng khác, chẳng hạn như kết dính tế bào. CD của người được đánh số lên đến 371 (Tính đến  ngày 21 tháng 4 năm 2016).

## Danh pháp
Danh pháp CD được đề xuất trong Hội thảo và Hội nghị quốc tế lần thứ nhất về kháng nguyên biệt hoá bạch cầu người (HLDA), được tổ chức tại Paris năm 1982. Hệ thống này được thiết lập để phân loại nhiều kháng thể đơn dòng (mAbs) liên kết với các epitope trên bề mặt phân tử của bạch cầu. Kể từ đó, việc sử dụng nó đã được mở rộng sang nhiều loại tế bào khác, và hơn 370 cụm và cụm con của CD đã được xác định. Phân tử bề mặt được đề xuất gán một số CD khi hai kháng thể đơn dòng đặc hiệu (mAb) được chứng minh là liên kết với một phân tử nhất định. Nếu phân tử chưa được mô tả tốt, hoặc chỉ có một mAb liên kết, nó thường được cho gán chỉ số tạm thời là "w" (như trong "CDw186").
Ví dụ, mAbs CD2 là chất thử phản ứng với glycoprotein xuyên màng 50 kDa được biểu hiện trên tế bào T. Sau đó, dùng ký hiệu 'CD' để mô tả các phân tử được công nhận và cần gán thuật ngữ 'kháng nguyên' hoặc 'phân tử' vào ký hiệu (ví dụ: phân tử CD2). Hiện tại, "CD2" thường được dùng để chỉ định phân tử và "kháng thể CD2" được dùng để chỉ định kháng thể.
Các quần thể tế bào thường được xác định bằng ký hiệu '+' hoặc '-' để cho biết liệu một phân đoạn tế bào biểu hiện hay thiếu phân tử CD. Ví dụ: tế bào "CD34+, CD31-" là tế bào biểu hiện CD34, nhưng thiếu CD31. Sự kết hợp CD này thường tương ứng với một tế bào gốc, trái ngược với một tế bào nội mô đã biệt hóa hoàn toàn. Một số quần thể tế bào cũng có thể được xác định là cao, trung bình hoặc thấp (cách khác  sáng, trung bình hoặc mờ), cho thấy sự thay đổi tổng thể của biểu hiện CD, đặc biệt có ích khi so sánh với các tế bào khác đang được nghiên cứu. Một đánh giá về sự phát triển của các tế bào T trong tuyến ức sử dụng danh pháp này để xác định các tế bào chuyển từ dương tính kép CD4trung bình/CD8trung bình sang CD4cao/CD8trung bình.

## Hội thảo kháng nguyên biệt hóa bạch cầu người
Kể từ năm 1982, đã có chín Hội thảo về kháng nguyên biệt hóa bạch cầu người và một hội nghị.
| Hội thảo | Thành phố  | Năm  | CD được gán | Tham khảo |
| -------- | ---------- | ---- | ----------- | --------- |
| I        | Paris      | 1982 | 1-15        | [ 8 ]     |
| II       | Boston     | 1984 | 16-26       | [ 9 ]     |
| III      | Oxford     | 1986 | 27-45       | [ 10 ]    |
| IV       | Vienna     | 1989 | 46-78       | [ 11 ]    |
| V        | Boston     | 1993 | 79-130      | [ 12 ]    |
| VI       | Kobe       | 1996 | 131-166     | [ 13 ]    |
| VII      | Harrogate  | 2000 | 167-247     | [ 14 ]    |
| VIII     | Adelaide   | 2004 | 248-339     | [ 15 ]    |
| IX       | Barcelona  | 2010 | 340-364     | [ 16 ]    |
| X        | Wollongong | 2014 | 365-371     |           |

## Định kiểu hình miễn dịch

Cụm biệt hóa

Hệ thống CD thường được sử dụng làm dấu hiệu chỉ điểm (marker) tế bào trong việc định kiểu hình miễn dịch, tức là cho phép xác định các tế bào dựa trên những phân tử hiện diện trên bề mặt của chúng. Những marker này thường được sử dụng để gán tế bào với các chức năng miễn dịch nhất định. Việc sử dụng một phân tử CD để xác định quần thể là không phổ biến (một vài trường hợp ngoại lệ), thông thường cần kết hợp các marker để xác định các loại tế bào trong hệ thống miễn dịch. 
Các phân tử CD được sử dụng trong việc phân loại tế bào bằng nhiều phương pháp khác nhau, bao gồm phương pháp đếm tế bào theo dòng chảy (Flow cytometry).
| Loại tế bào              | Các marker CD                                              |
| Tế bào gốc               | CD34 +, CD31 -, CD117                                      |
| Tất cả các nhóm bạch cầu | CD45 +                                                     |
| Bạch cầu hạt             | CD45 +, CD11b, CD15 +, CD24 +, CD114 +, CD182 +            |
| Bạch cầu đơn nhân        | CD4, CD45 +, CD14 +, CD114 +, CD11a, CD11b, CD91 +, CD16 + |
| Tế bào lympho T          | CD45 +, CD3 +                                              |
| Tế bào T trợ giúp        | CD45 +, CD3 +, CD4 +                                       |
| Tế bào T điều hòa        | CD4, CD25, FOXP3 (một yếu tố phiên mã)                     |
| Tế bào T độc tế bào      | CD45 +, CD3 +, CD8 +                                       |
| Tế bào lympho B          | CD45 +, CD19 +, CD20 +, CD24 +, CD38, CD22                 |
| Tiểu cầu                 | CD45 +, CD61 +                                             |
| Tế bào NK                | CD16 +, CD56 +, CD3-, CD31, CD30, CD38                     |

Hai phân tử CD thường được sử dụng là CD4 và CD8 đóng vai trò làm marker cho tế bào T trợ giúp và tế bào T gây độc tế bào. Các phân tử này được xác định cùng với CD3+, vì một số bạch cầu khác cũng biểu hiện các phân tử CD này (một số đại thực bào biểu hiện mức CD4 thấp; tế bào tua biểu hiện mức CD8 cao). Virus gây suy giảm miễn dịch ở người (HIV) liên kết với CD4 và một thụ thể chemokine trên bề mặt của tế bào T trợ giúp để xâm nhập. Số lượng tế bào T CD4 và CD8 trong máu thường được sử dụng để theo dõi sự tiến triển của nhiễm HIV.

## Chức năng sinh lý
Ngoài chức năng trong việc xác định bạch cầu, các CD đều có một chức năng quan trọng. Trong ví dụ về CD4 & CD8, các phân tử này rất quan trọng trong việc nhận diện kháng nguyên. Những CD khác (ví dụ, CD135) hoạt động như các thụ thể đối với các yếu tố tăng trưởng. Gần đây, CD47 được phát hiện có tín hiệu chống thực bào đối với đại thực bào và ức chế tế bào NK. Điều này cho phép các nhà nghiên cứu coi CD47 như một đích tiềm năng để làm giảm sự đào thải miễn dịch.